# Kohlenflöze im Ruhrbergbau
Die Kohleflöze im Ruhrbergbau waren neben Metallen das Hauptanliegen des Ruhrbergbaus. Die Steinkohle entstand im Zeitalter des Karbon. Die Sedimentschichten im Bereich des Ruhrreviers weisen bis zu einer Tiefe von 3000 Meter etwa 100 Kohleflözschichten auf.
Die Flöze fallen grob in Süd-Nord-Richtung ab, wobei sie ab der Mergelgrenze in Richtung Norden eine immer größer werdende Teufe erreichen und von anderen Sedimentschichten überlagert werden. Die Mächtigkeit der Flöze beträgt bis 3 Meter. In Abhängigkeit von den Randbedingungen (Kohlensorte, Abbauverfahren) wurden Flöze ab 60 bis 100 cm abgebaut.
Die Kohle kommt südlich der Mergelgrenze, also vor allem im Bereich des Ruhrtals, aufgrund der Variszischen Gebirgsbildung an einigen Stellen als schwarzes Sedimentgestein an der Tagesoberfläche zum Vorschein. Zu Beginn des Kohlebergbaus wurde nur oberflächennah nach Kohle gegraben. Diese Form von Kohlengräberei ging aber bereits im 18. Jahrhundert zu Ende, da die Nachfrage nach Kohle schnell anwuchs. An die tiefer liegenden Kohlenflöze gelangte man später mit Stollen, Erbstollen und schließlich mit Schächten im Tiefbau.
Südlich der Ruhr sind die Schichten des Karbon aufgrund der Erosion nicht mehr erhalten. Hier tritt das Devon zutage.

## Benennung
Die Benennung der Kohlenflöze erfolgte anfangs nach einer den Zechen eigenen Nomenklatur, war unübersichtlich und widersprüchlich. Viele der ältesten Namen waren sprechende Namen und drückten die Zufriedenheit oder Unzufriedenheit mit den Erträgen sowie Schwierigkeiten beim Abbau aus: „Gottessegen“, „Besserdich“, „Dickebank“ und „Dünnebank“ (Flöze von großer bzw. geringer Mächtigkeit), „Dreckbank“ (ein Flöz mit einem hohen Anteil an Bergematerial), Wasserbank (ein Flöz mit starken Wasserzuflüssen) oder „Schieferbank“ (ein Flöz mit Schiefereinlagerungen).
Der Markscheider und Geologe Karl Oberste-Brink und der Geologe Richard Bärtling schlugen in einer Folge von Aufsätzen in den Jahren 1928 und 1930 ein Benennungssystem vor, das große Zustimmung fand. Es setzte sich Anfang der 1930er Jahre schnell durch. Heute ist es als Ruhr-Einheits-Bezeichnung (abgekürzt: REB) bekannt. Die Flöze sind zu Flözgruppen zusammengefasst und werden als Schichten bezeichnet.
Sprockhöveler Schichten (früher: Magerkohle) mit den Flözen: Sengsbänksgen (das älteste bekannte Steinkohlenflöz im Ruhrbergbau), Sengsbank, Cremer, Gottessegen, Besserdich, Hinnebecke, Neuflöz, Dreckbank, Wasserbank, Hauptflöz, Schieferbank, Sarnsbänksgen, Sarnsbank
Wittener Schichten (früher: Esskohle) mit den Flözen: Mausegatt, Kreftenscheer 1–3, Geitling 1–3, Finefrau, Finefrau Nebenbank, Girondelle 1–9, Plaßhofsbank
Bochumer Schichten (früher: Fettkohle) mit den Flözen: Schöttelchen 2, Sonnenschein, Wasserfall, Dünnebank, Dickebank, Angelika, Karoline, Luise, Helene, Präsident, Johann 1,2, Wilhelm, Röttgersbank, Ernestine, Ida, Blücher 1–2, Karl, Wellington, Albert 1–4, Robert, Hugo, Mathilde 1–3, Matthias 1–3, Anna, Gretchen 1–2, Gustav, Hermann 1–2, Katharina
Essener Schichten (früher: Gaskohle) mit den Flözen: Viktoria 1–2, Laura, Zollverein 1–9, A, B, C, D, E, F, G, H, I, J, K, L
Horster Schichten (früher: Gasflammkohle) mit den Flözen: L, M, N, O 1–2, P 1–2, Q, R, S, T (Bismarck), U, V, W, X, Y 1–3, Ägir
Dorstener Schichten (früher: Flammkohle) mit den Flözen: Baldur, Chriemhilt 1–3, Donar, Erda, Freya 1–3, Gudrun, Hagen 1-2, Iduna, Kobold, Loki

## Lithologische Charakteristik, Mächtigkeit und stratigraphische Einstufung der Kohleflözgruppen
Die derzeit gültige Alterseinstufung der Kohleflözgruppe erfolgte durch die Subkommission für Karbonstratigrafie innerhalb der Deutschen Stratigraphischen Kommission.
Die Sprockhövel-Formation (syn. Sprockhöveler Schichten, früher: Magerkohle) ist mit einer mittleren Mächtigkeit von 450 bis 550 m im Ruhrgebiet aufgeschlossen. Lithologisch dominieren Wechsellagerungen von Ton-, Schluff- und Sandsteinen, in die untergeordnet Steinkohlenflöze (< 1 % der Mächtigkeit) eingelagert sind. Stratigrafisch wird die Sprockhövel-Formation in das Namurium C eingestuft. Die Hangendgrenze markiert die Basis des marinen Horizontes über dem Flöz Sarnsbank.
Die Witten-Formation (syn. Witten-Schichten, früher: Esskohle) ist im Ruhrgebiet mit einer Mächtigkeit von 340 bis 660 m aufgeschlossen. Lithologisch dominieren in der Witten-Formation Wechsellagerungen von Ton-, Schluff- und Sandsteinen, in die untergeordnet Steinkohlenflöze (ca. 1,1 % der Mächtigkeit) eingelagert sind. Stratigrafisch wird die Witten-Formation in das Westfalium A eingestuft. Die Hangendgrenze markiert die Basis des marinen Horizontes über dem Flöz Plaßhofsbank.
Die Bochum-Formation (syn. Bochum-Schichten, früher: Fettkohle) ist im Ruhrgebiet mit einer Mächtigkeit von 450 bis 800 m aufgeschlossen. Lithologisch dominieren in der Bochum-Formation Wechsellagerungen von Ton-, Schluff- und Sandsteinen, in die untergeordnet Steinkohlenflöze (2,5 bis 6 % der Mächtigkeit) eingelagert sind. Stratigrafisch wird die Bochum-Formation in das höhere Westfalium A eingestuft. Die Hangendgrenze markiert der Fossil-Horizont über dem Flöz Katharina.
Die Essen-Formation (syn. Essen-Schichten, früher: Gaskohle) ist im Ruhrgebiet mit einer Mächtigkeit von 450 m aufgeschlossen. Lithologisch dominieren in der Essen-Formation Wechsellagerungen von Ton-, Schluff- und Sandsteinen, in die untergeordnet Steinkohlenflöze (3 bis 5,5 % der Mächtigkeit) eingelagert sind. Stratigrafisch wird die Essen-Formation in das  Westfalium B eingestuft. Die Hangendgrenze markiert die Basis des marinen Horizontes über Flöz L (Domina-Horizont).
Die Horst-Formation (syn. Horster-Schichten, früher: Gasflammkohle) ist im Ruhrgebiet mit einer Mächtigkeit von 340 m aufgeschlossen. Lithologisch dominieren in der Horst-Formation Wechsellagerungen von Ton-, Schluff- und Sandsteinen, in die untergeordnet Steinkohlenflöze (4 bis 6 % der Mächtigkeit) eingelagert sind. Stratigrafisch wird die Horst-Formation in das höhere Westfalium B eingestuft. Die Hangendgrenze markiert die Basis des marinen Horizontes über Flöz Ägir.
Die Dorsten-Formation (syn. Dorstener-Schichten, früher: Flammkohle, partim) ist im Ruhrgebiet mit einer Mächtigkeit von 365 m aufgeschlossen. Lithologisch dominieren in der Dorsten-Formation Wechsellagerungen von Ton-, Schluff- und Sandsteinen, in die untergeordnet Steinkohlenflöze (4 % der Mächtigkeit) eingelagert sind. Stratigrafisch wird die Dorsten-Formation in das Westfalium C eingestuft. Die Hangendgrenze markiert die Basis des Sandsteins über Flöz Nibelung.
Die Lembeck-Formation (syn. Lembecker-Schichten, früher: Flammkohle, partim) ist im Ruhrgebiet mit einer Mächtigkeit von 420 m aufgeschlossen. Lithologisch dominieren in der Lembeck-Formation Wechsellagerungen von Ton-, Schluff- und Sandsteinen, in die untergeordnet Steinkohlenflöze (3 bis 4 % der Mächtigkeit) eingelagert sind. Stratigrafisch wird die Lembeck-Formation in das höhere Westfalium C eingestuft. Die Hangendgrenze ist im Ruhrgebiet nicht aufgeschlossen.